# Château de Tillemont
L'ancien château de Tillemont, se trouvait à Montreuil en Seine-Saint-Denis.

## Historique

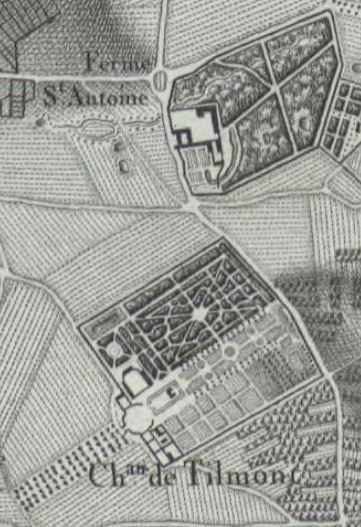
Château de Tillemont, carte des Chasses du Roi.

Fait de vignobles, fut donné à l'abbaye Notre-Dame de Livry en 1203.
Le nom du domaine évolua au fil du temps : Thieulemoy en 1221 (une bulle du pape Honorius III le mentionne), puis Tyeulemoi et Telemoy.
Le château est attesté en 1631. Une chapelle y est créée en 1638.
Louis-Sébastien Le Nain de Tillemont, propriétaire du domaine, y écrivit plusieurs ouvrages.
Le château était suffisamment important pour figurer sur les cartes du XVIIe et XVIIIe siècles, dont la carte de Delagrive en 1740 et la carte des Chasses du Roi.
À cette époque, il fut acquis par Bucy, payeur des rentes, puis passa à Biercourt de Tillemont. Enfin, acquis par la bande noire, il sera détruit entre 1806 et 1807. Une partie des bâtiments d’exploitation existe encore vers 1859.
Ses deux bassins, reliquats des douves du château, sont toujours visibles,.